# هيلينيو (لاعب كرة قدم)
هيليو جونيو نونيس دي كاسترو (بالبرتغالية: Hélio Júnio Nunes de Castro‏) والمعروف بإسم هيلينيو (بالبرتغالية: Helinho‏) هو لاعب كرة قدم برازيلي من مواليد 25 أبريل 2000، في سيرتاوزينيو.

## مسيرته
بدأ مسيرته في نادي ساو باولو ثم إنتقل لريد بل براغانتينو.

## وصلات
هيلينيو على موقع إي إس بي إن إف سي (الإنجليزية)
- هيلينيو على موقع قاعدة بيانات كرة القدم.إي يو (الإنجليزية)
- هيلينيو على موقع Soccerway.com (الإنجليزية)